# Ford Transit FBD
Ford Transit FBD — российский автобус особо малого класса, выпускавшийся нижегородским предприятием ООО «СТ Нижегородец» и в Елабуге предприятием Sollers с 2015 года на базе Ford Transit четвёртого поколения. Пришёл на смену автомобилю Fiat Ducato II.

## История
Автобус Ford Transit FBD впервые был представлен в 2014 году. С 2015 года автобус производится компанией Sollers под индексом FAD. Значительная часть автобусов эксплуатируется коммерческими перевозчиками города Москвы. По состоянию на 2023 год, автобус Ford Transit FBD планируется заменить автомобилем Sollers Atlant.

## Модификации
- Нижегородец-222708[18][19]
- Нижегородец TST41[18]
- Ford Transit FAD
- Ford Transit FWD[20][21]
- Ford Transit FCD[22]
- Ford Transit FDD[23]

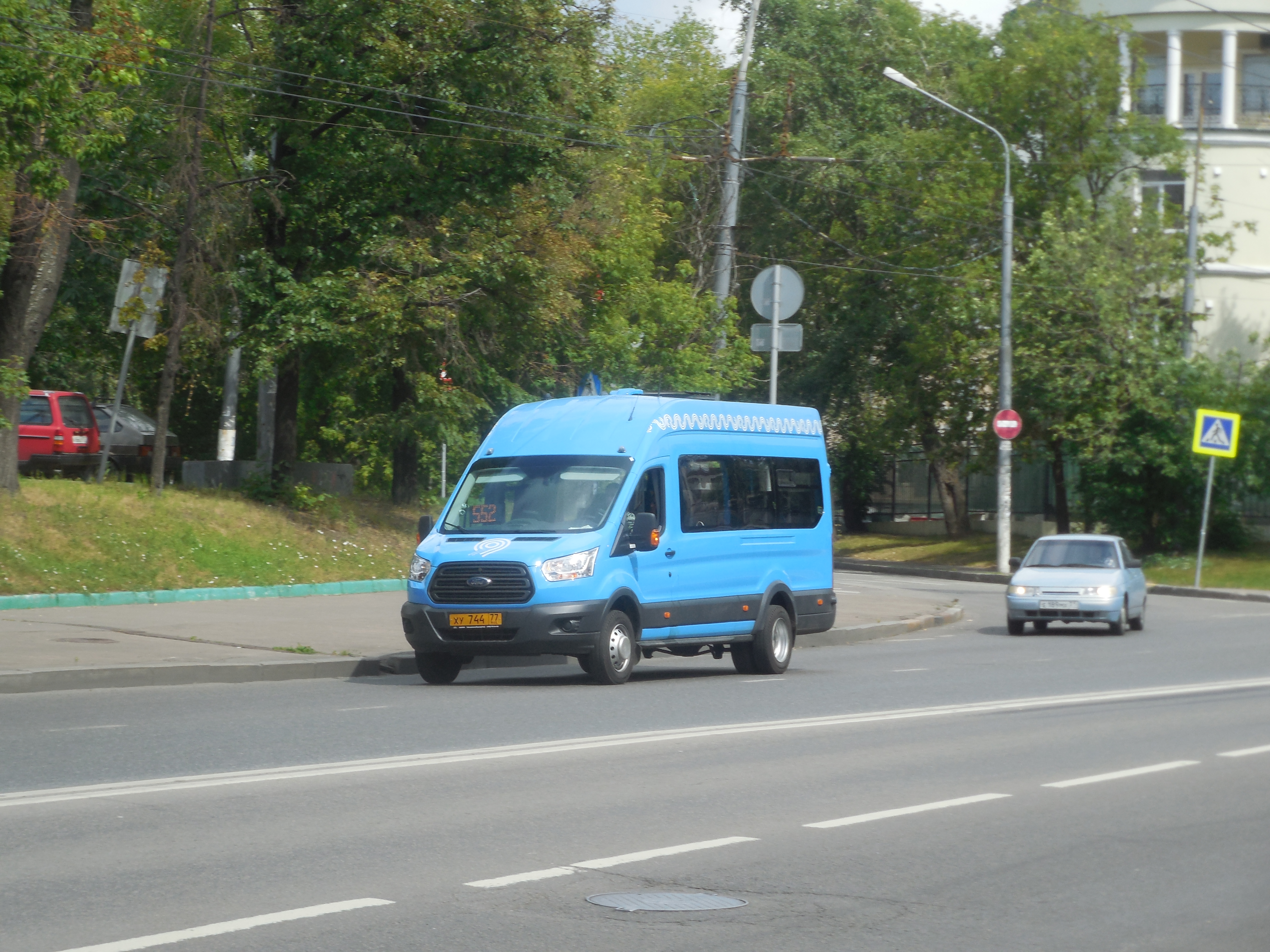
Ford Transit FBD предприятия ООО «Гепарт», маршрут № 552, 2016 год
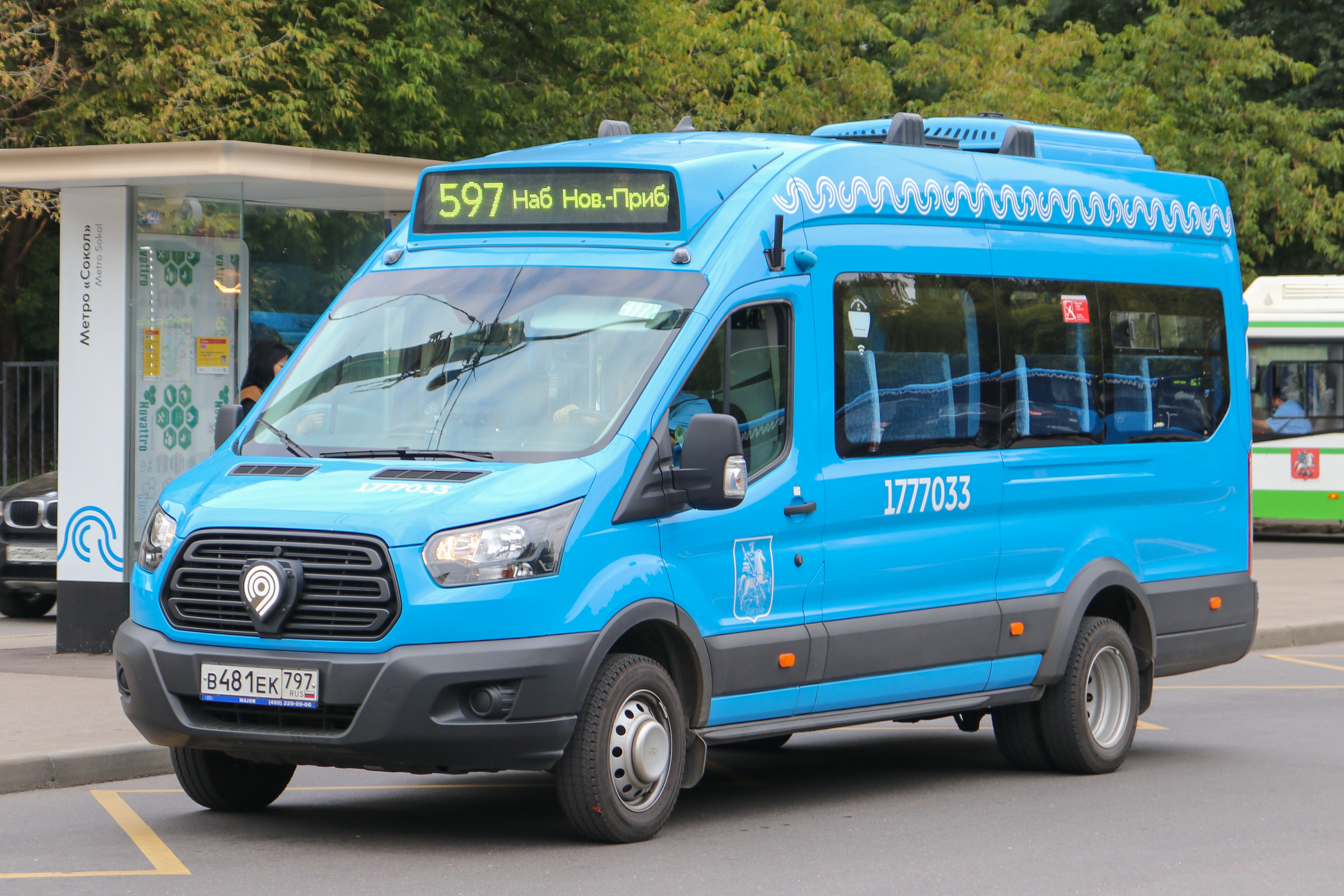
Нижегородец-222708 (Ford Transit FBD) предприятия ООО «Трансавтолиз», маршрут № 597, 2021 год
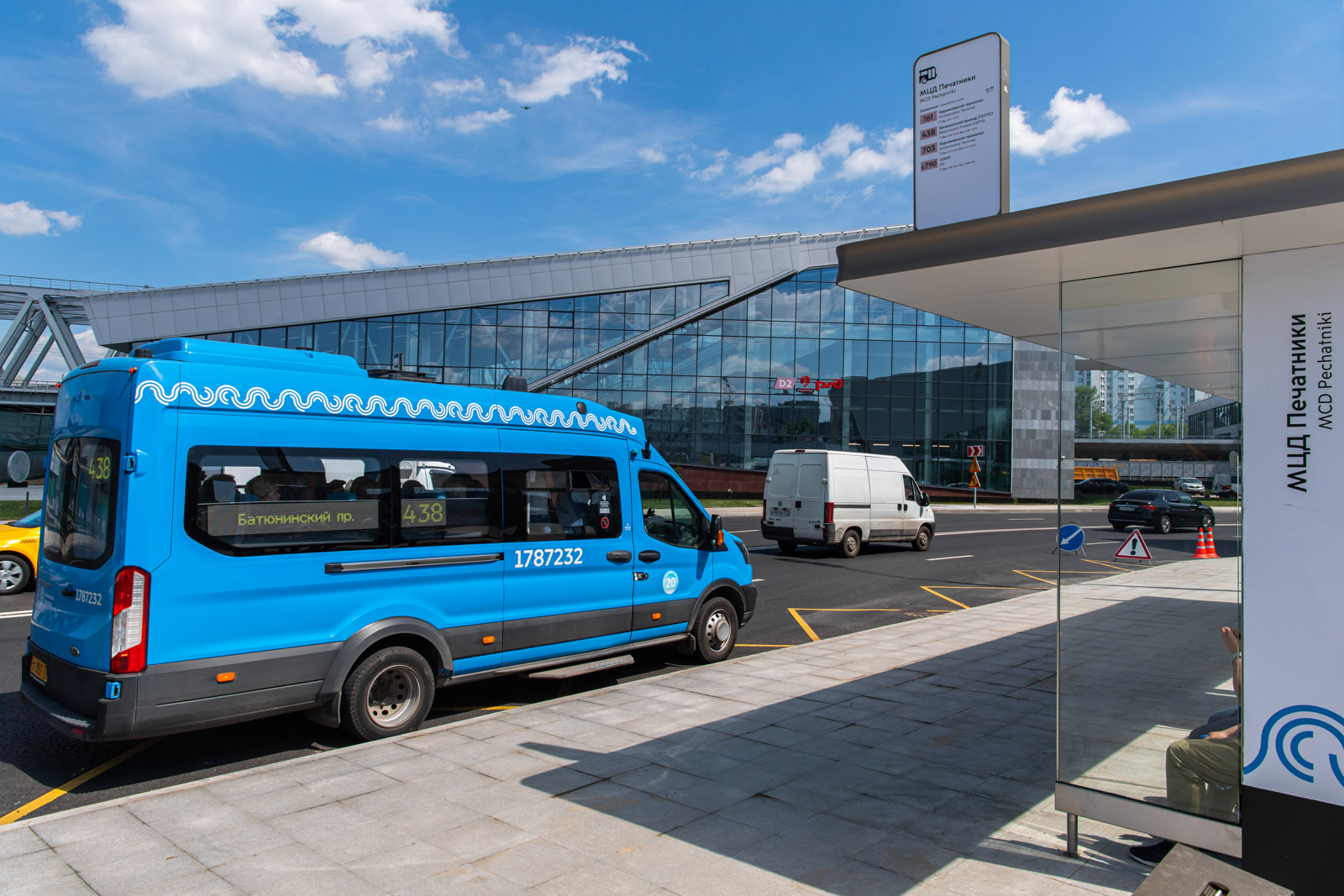
Нижегородец-222708 (Ford Transit FBD) предприятия ООО «Таксомоторный парк № 20», маршрут № 438
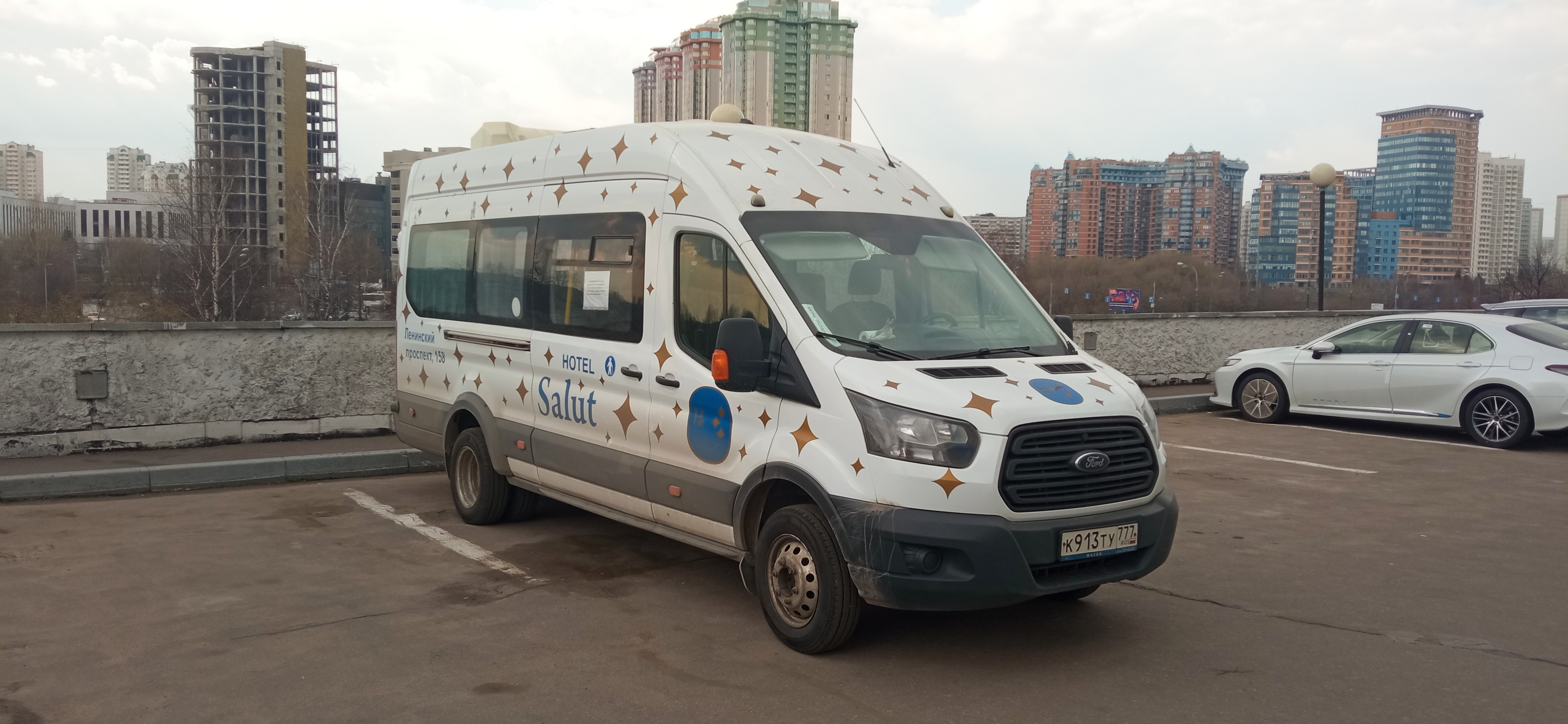
Ford Transit FBD, шаттл гостиницы «Салют» (АО «ТГК „Салют“»)